# Lịch sử của Mozilla Firefox
Dự án Mozilla Firefox được khởi tạo bởi Dave Hyatt và Blake Ross như là một nhánh thử nghiệm của dự án Mozilla. Firefox 1.0 được phát hành vào 9 tháng 11 năm 2004. Firefox 1.5 được phát hành vào 29 tháng 11 năm 2005. Phiên bản 2.0 được phát hành vào 24 tháng 10 năm 2006 và Firefox 3.0 được phát hành vào 17 tháng 6 năm 2008.

## Thời kì đầu: một trình duyệt được gọt giũa

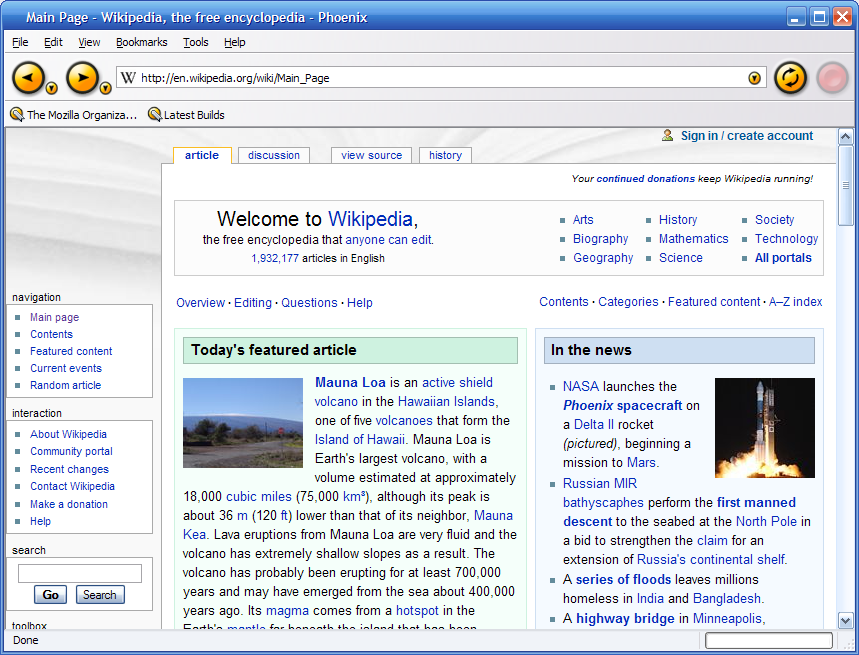
Phoenix 0.1, bản phát hành chính thức đầu tiên

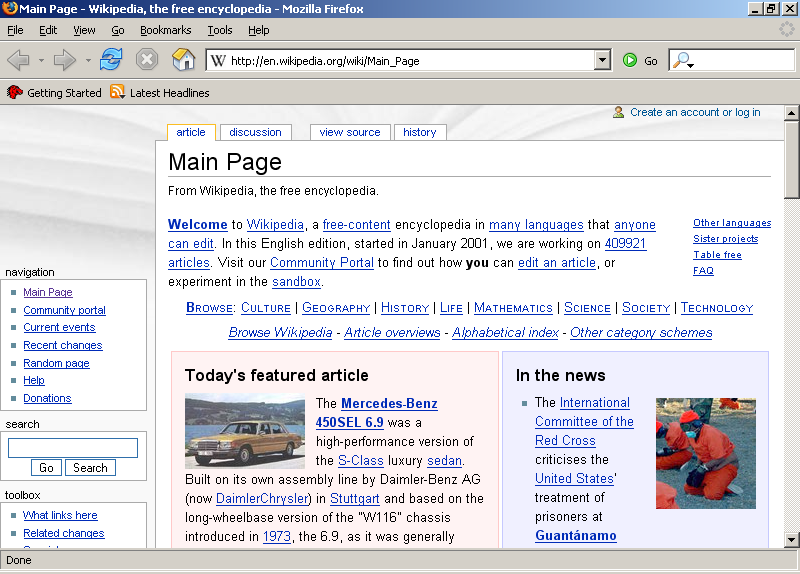
Firefox 1.0, bản phát hành đầu tiên hướng tới công chúng

Trình duyệt của Hyatt và Ross được tạo ra để đối đầu lại phần mềm hỗn độn Mozilla Suite (tên mã chỉ được nhắc trong nội bộ, và tiếp tục được cộng đồng phát triển với tên SeaMonkey), bao gồm các tính năng như là IRC, thư và tin tức, và biên tập WYSIWYG HTML trong một gói phần mềm duy nhất.
Firefox vẫn giữ nguyên bản chất đa nền của trình duyệt Mozilla gốc, sử dụng ngôn ngữ đánh dấu giao diện người dùng XUL. Việc sử dụng XUL giúp nó có thể mở rộng các khả năng của trình duyệt thông qua việc sử dụng phần mở rộng và giao diện. Quá trình phát triển và cài đặt các tiện ích này dẫn đến các lo ngại về bảo mật, và với bản phát hành Firefox 0.9, Tập đoàn Mozilla đã mở một trang Cập nhật Mozilla chứa các giao diện và phần mở rộng "được chấp thuận". Việc sử dụng XUL đặt Firefox ở vị trí riêng so với các trình duyệt khác, bao gồm cả các dự án dựa trên bộ máy trình bày Gecko của Mozilla và hầu hết các trình duyệt khác, vốn dùng các giao diện gắn bó với nền tảng tương ứng của chúng (Galeon và Epiphany sử dụng GTK+; K-Meleon sử dụng MFC; và Camino sử dụng Cocoa). Nhiều dự án trong số này đã được triển khai trước, và có thể cũng đã có ảnh hưởng tới Firefox.
Mặc dù Tập đoàn Mozilla đã dự tính bỏ Mozilla Suite để thay nó bằng Firefox, họ vẫn tiếp tục duy trì gói ứng dụng đó cho đến 12 tháng 4 năm 2006 bởi vì nó có nhiều người dùng doanh nghiệp, cũng như đã được đóng gói cùng các phần mềm khác. Cộng đồng Mozilla (khác với Tập đoàn) vẫn tiếp tục phát hành các phiên bản mới của gói ứng dụng này với tên SeaMonkey để tránh gây nhầm lẫn với Mozilla Suite gốc.
Vào 5 tháng 2 năm 2004, công ty tư vấn IT và kinh doanh AMS phân loại Mozilla Firefox (trước đó là Firebird) là sản phẩm mã nguồn mở "Tier 1" (có nghĩa là "Dòng dõi Tốt nhất") . Điều này có nghĩa là AMS cho rằng Firebird (tên gọi thời đó) không tạo ra nguy cơ và mạnh mẽ về mặt kĩ thuật.

## Tên gọi
Dự án Firefox bắt đầu là một nhánh thử nghiệm của bộ Mozilla Suite có tên mã là m/b (hoặc mozilla/browser). Khi phát triển tạm đủ, phiên bản nhị phân dành cho việc thử nghiệm công khai xuất hiện vào tháng 9 năm 2002 với tên gọi là Phoenix.
Dự án Firefox đã trải qua nhiều lần đổi tên. Ban đầu có tên là Phoenix, nó đã được đặt tên lại do gặp vấn đề nhãn hiệu thương mại với Phoenix Technologies. Tên thay thế, Firebird, lại gây ra phản ứng mạnh mẽ từ dự án phần mềm cơ sở dữ liệu tự do Firebird. Đáp lại, Tập đoàn Mozilla khẳng định rằng trình duyệt sẽ luôn mang tên Mozilla Firebird để tránh gây nhầm lẫn với phần mềm cơ sở dữ liệu đó. Nhưng áp lực liên tục từ cộng đồng phát triển của máy chủ cơ sở dữ liệu đó khiến họ bắt buộc phải đổi tên một lần nữa; vào ngày 9 tháng 2 năm 2004, Mozilla Firebird đã trở thành Mozilla Firefox, thường được gọi là Firefox. Mozilla thích viết tắt Firefox là Fx hoặc fx hơn, mặc dù nó vẫn thường được viết tắt là FF.
Mozilla Foundation lựa chọn tên Firefox vì nó gần giống với từ Firebird đồng thời nó cũng là cái tên duy nhất trong ngành công nghiệp phần mềm. Để tránh nguy cơ phải thay tên trong tương lai, tháng 12 năm 2003 Mozilla Foundation đăng kí thương hiệu Firefox với Văn phòng Thương hiệu và Bằng sáng chế Hoa Kỳ. Việc đăng ký này dẫn đến sự trì hoãn trong vòng vài tháng đối với lần phát hành của Firefox 0.8 khi tập đoàn khám phá ra rằng tại Anh, Firefox đã được đăng kí Lưu trữ ngày 29 tháng 9 năm 2007 tại Wayback Machine là thương hiệu cho trình duyệt bởi Công ty Charlton. Tình huống đã được giải quyết ổn thỏa sau khi Mozilla được cấp giấy phép sử dụng thương hiệu ở châu Âu của Charlton.
Một vài người không thích cái tên mới này, việc đổi tên nhiều lần khiến họ viết ra phần mở rộng "Firesomething" Lưu trữ ngày 3 tháng 2 năm 2005 tại Wayback Machine, cho phép người dùng tạo tên ngẫu nhiên cho trình duyệt mỗi khi nó chạy, bao gồm một số tên châm biếm như "Firegiraffe" or "Moonbadger".

## Nhãn hiệu và định danh hình ảnh

Rất nhiều biểu tượng của Firefox được sử dụng trong quá trình phát triển

Sự chấp nhận của dấu hiệu may mắn của Firefox làm tăng cường khả năng hiện hữu của nó so với các phiên bản trước. Nhiều người cho rằng phần mềm tự do thường có biểu tượng và thiết kế giao diện rất nghèo nàn, vì vậy rất khó có khả năng trở thành phổ biến trong người dùng. Các phiên bản Firefox đầu tiên cũng vậy, nó có thiết kế như là một trò chơi và không quan tâm đến vấn đề chuẩn hóa, để biến nó tương đương với các phần mềm chuyên nghiệp. Tháng 2 năm 2004 Firefox phiên bản 0.8 được phát hành, giới thiệu một sự nỗ lực trong chuẩn hóa giao diện bằng cách thiết kế biểu tượng mới là một con cáo lửa.  Biểu tượng này do Jon Hicks Lưu trữ ngày 6 tháng 7 năm 2007 tại Wayback Machine thiết kế, hiện nay ông vẫn tiếp tục thiết kế biểu tượng cho Firefox.
Biểu tượng của Firefox là một nhãn hiệu đã được đăng ký cho trình duyệt Firefox. Mặc dù Firefox là một phần mềm mã mở, được phân phối miễn phí, nhưng bản phân phối phần mềm và bản vá hoặc bản chỉnh sửa của Firefox không thể sử dụng biểu tượng Firefox.